# Трекинг
Трекинг, в буквален превод trekking или trek означава пешеходен туризъм в район, чийто профил се характеризира като планински. От 20 години насам, дефиницията на това понятие постепенно се е разширила и вече под това название стои следното описание: планински пешеходен преход, с ясен маршрут и времетраене от няколко дни (задължително повече от един), с преспиване в биваци. Всъщност, трекингът може да бъде описан коректно като голям пешеходен туристически поход.
Така или иначе, в основата си трекингът си е вид пешеходен туризъм, но отличителната черта при него е, че той се характеризира с автономия и по-голяма продължителност. Преспиването не се извършва по конкретен начин, ами е гъвкава опция, т.е. в един случай може да е в палатка, друг път в хижа или заслон, а когато няма нищо на разположение, се спи в ръчно направен бивак и нощта се прекарва под открито небе.
Днес, трекингът се превръща във форма на туризъм със силно развитие. Трекингът позволява да бъде преоткрит света с всичката си хармония и красота. В днешното динамично и забързано ежедневие, в ерата на Интернет, трекингът спомага запознанствата и социалните контакти – все неща, които масово се редуцират в днешно време. Този вид спортна дейност замества виртуалната комуникация с реална, замества „физическата дейност“, извършвана с игралните конзоли с реална физическа дейност.

## История на Трекинга
Непал е родното място на трекинга. През петдесетте години на 20 век, тази страна, разположена в подножието на Хималаите, се превръща в референтна дестинация за алпинистките експедиции, след което, през шейсетте години на същия век, множество туристи имат желание да извършат преходи през невероятните планински масиви, най-вече ледникът Кумбу и планинският масив Анапурна. Именно тогава се раждат първите трекери.
Майор Джими Робъртс, главнокомандващ на Гурките, открива през 1956 година Светилището на Анапурна. След пенсионирането си през 1964 година, той открива първата непалска трекинг агенция, която се казва Mountain Travel Nepal. Той е първият, който използва термина „трекинг“, за да опише дълъг пешеходен преход с изследователски характер. И така, през 1977 година за първи път се провежда голямото състезание Tour des Annapurnas. Това е един от най-популярните трекинги в Непал, който продължава около 3 седмици. Върховият момент е покоряването на връх Торунг Ла (Thorung La), които е разположен на 5416 метра надморска височина. Днес, това е може би най-известният трекинг маршрут в света.